# 洗髪設備義務化条例
洗髪設備義務化条例（りようじょびようじょせんぱつせつびぎむかじょうれい）とは、日本の理容所・美容所において洗髪設備の設置を義務化する条例。
理容師法・美容師法では洗髪設備の設置義務を直接規定した条文はない。厚生労働省も自治体が判断するものとしている。

## 概要
一部の都道府県や保健所設置市区の条例で「理容所・美容所では、洗髪を行なうための流水式の設備を設けること」という内容の条文が規定されている。2000年4月に10道県で洗髪設備義務化条例が施行されたのをきっかけに、2015年1月時点で31都道県で制定されており、一部保健所設置市区でも制定されている。
一例として長野県では「長野県理容師法施行条例・美容師法施行条例」の改正により、理容・美容事業者に対し、衛生上の要請から作業場内に温水を供給することができる洗髪設備を設けることを求めている。
条例施行時点の既存店では洗髪設備の導入義務はないが、条例施行後の新規出店では洗髪設備の導入義務が発生する。
洗髪設備のない格安ヘアカット専門店（10分間カット）が全国で展開されるようになったことを受け、全国理容生活衛生同業組合連合会が中心となって各地の理容団体が「衛生面の観点から必要である」と主張し、条例制定を求めて各地方自治体に働きかけている。
しかし、群馬県の調査では、洗髪設備の有無による衛生状態の差は見られなかった。
条例に対し「衛生実態調査で洗髪設備の有無に関わらず衛生面に差はない」として、既存業界が既得権益保護のため、洗髪設備を設置しない格安新興チェーン店を締め出しているという批判もある。
また条例を制定しても、洗髪設備の設置が義務化されるに留まり、理容・美容において洗髪自体が義務化されるわけではないため、条例施行後に洗髪設備を設置しても洗髪をしない格安ヘアカット専門店が出店することも可能であるため、条例の必要性そのものが議論されることもある。